# Ельзау
Ельзау (нім. Elsau) — громада  в Швейцарії в кантоні Цюрих, округ Вінтертур.

## Географія
Громада розташована на відстані близько 120 км на північний схід від Берна, 25 км на північний схід від Цюриха.
Ельзау має площу 8,1 км², з яких на 18,9% дозволяється будівництво (житлове та будівництво доріг), 55,8% використовуються в сільськогосподарських цілях, 24,6% зайнято лісами, 0,6% не є продуктивними (річки, льодовики або гори).

## Демографія
2019 року в громаді мешкало 3647 осіб (+9,6% порівняно з 2010 роком), іноземців було 17,3%. Густота населення становила 452 осіб/км².
За віковим діапазоном населення розподілялося таким чином: 22% — особи молодші 20 років, 59,4% — особи у віці 20—64 років, 18,6% — особи у віці 65 років та старші. Було 1452 помешкань (у середньому 2,5 особи в помешканні).
Із загальної кількості 1052 працюючих 48 було зайнятих в первинному секторі, 356 — в обробній промисловості, 648 — в галузі послуг.